# II. Korps (Bundeswehr)
Das II. Korps war ein Korps des Heeres der Bundeswehr, das von 1956 bis 1993 bestand. Letzter Standort war Ulm. Im Kalten Krieg hatte das II. Korps den Auftrag zur Verteidigung der Ostgrenze Süddeutschlands. Das Korps wurde 1993 zum II. (Deutsch-Amerikanischen) Korps umgegliedert. Das II. (GE/US) Korps war einer der Träger der Multinationalität in der NATO. 2005 ging aus dem Korps das Kommando Operative Führung Eingreifkräfte hervor.

## Verbandsabzeichen
Das Verbandsabzeichen glich bis auf die Korpsnummer „II“ dem Verbandsabzeichen der anderen deutschen Korps. Es zeigte als deutsches Hoheitssymbol den Bundesadler. Die Farbgebung war an die der Flagge Deutschlands angelehnt. Das Abzeichen wurde von den Soldaten der Korpstruppen sowie des Stabs des Korps am linken Ärmel des Dienstanzugs getragen. Der geflochtene schwarz/gelbe (Schwarz/goldene) Rand bezeugte die Stellung als Korps.

## Geschichte

### II. Korps

#### Heeresstruktur I(1956–1959)
Durch den Aufstellungsbefehl 16. Juni 1956 des Bundesministers der Verteidigung wurde durch den Aufstellungsstab Süd zunächst als Vorläufer des Korps der Heeresstab II in Ulm zum 2. Juli 1956 aufgestellt. Unterstellt wurden anfänglich:
- 2. Grenadierdivision (Aufstellung 1. Juli 1956 in Kassel)
- 4. Grenadierdivision (Aufstellung 1. Juli 1956 in München, Verlegung nach Regensburg am 15. Dezember 1956)
- 5. Panzerdivision (Aufstellung ab 1. August 1956 in Grafenwöhr, Verlegung nach Koblenz und Wetzlar im Februar und März 1957)
- 1. Gebirgsdivision (Aufstellung 14. November 1956 in Mittenwald)
- 1. Luftlandedivision (Aufstellung 2. Januar 1957 in Eßlingen am Neckar)

1957 wechselten die 2. Grenadierdivision und die 5. Panzerdivision zum III. Korps. Im Frieden war das Korps dem Führungsstab des Heeres unterstellt. Im Verteidigungsfall war die Führung durch die Heeresgruppe Mitte der NATO (CENTAG) vorgesehen.

#### Heeresstruktur II (1959–1970)

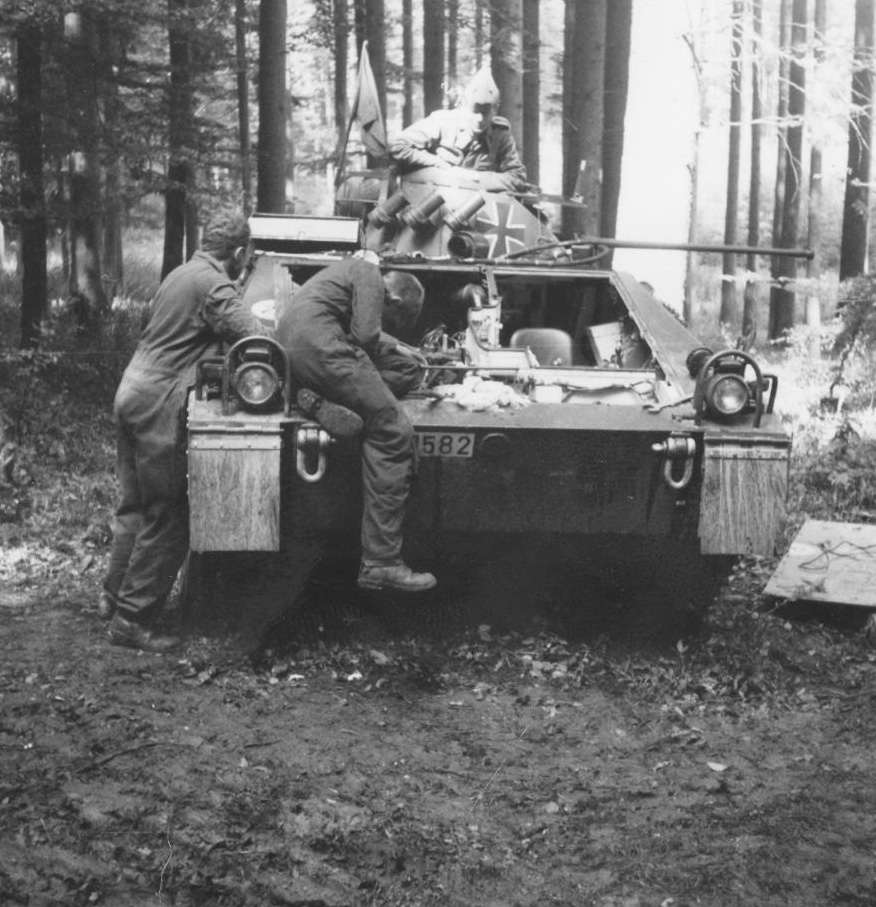
Instandsetzung eines Spz kurz Hotchkiss in einem Wald bei Nellingen. Manöver „Schwarzer Löwe“, 1968.

In der Heeresstruktur II unterstanden dem II. Korps folgende Großverbände:
- 4. Panzergrenadierdivision (Regensburg)
  - Panzergrenadierbrigade 10 (Weiden in der Oberpfalz)
  - Panzergrenadierbrigade 11 (Bogen)
  - Panzerbrigade 12 (Amberg)
- 1. Gebirgsdivision (Garmisch-Partenkirchen)
  - Gebirgsjägerbrigade 22 (Mittenwald)
  - Gebirgsjägerbrigade 23 (Bad Reichenhall)
    - Panzerbrigade 24 (Murnau; ab 1966: Landshut)
- 1. Luftlandedivision (Esslingen am Neckar)
  - Fallschirmjägerbrigade 25 (Sigmaringen)
  - Fallschirmjägerbrigade 26 (Esslingen am Neckar)
- 10. Panzergrenadierdivision (Aufstellung 1. Oktober 1959 in Sigmaringen)
  - Panzerbrigade 30 (Ellwangen)
- 12. Panzerdivision (Aufstellung ab 1. Januar 1961 in Tauberbischofsheim)

Dazu Korpstruppen wie das Artilleriekommando, das Heeresfliegerbataillon und andere.
1960 war das II. Korps damit auf eine Stärke von rund 41.000 Mann angewachsen.

#### Heeresstruktur III (1970–1979)
Die strategische Vorgabe, kleinere, mobilere und panzerabwehrstarke Einheiten zu schaffen, führte zur Umwandlung der 4. Panzergrenadierdivision in die 4. Jägerdivision zum 1. Oktober 1970. Als Einsatzreserve wurde als Korpstruppe zum 1. April 1970 das Panzerregiment 200 aufgestellt sowie eine Luftlandebrigade direkt unterstellt. Das Heeresfliegerbataillon wurde durch je ein neu aufgestelltes leichtes und ein mittleres Heeresfliegertransportregiment ersetzt. Am 1. Januar 1970 wurde die 10. Panzergrenadierdivision in 10. Panzerdivision umbenannt. Die 12. Panzerdivision wechselte zum 1. Januar 1970 zum III. Korps. Damit unterstanden dem II. Korps folgende Großverbände:
- 4. Jägerdivision (Regensburg)
  - Jägerbrigade 10 (Weiden)
  - Jägerbrigade 11 (Bogen)
  - Panzerbrigade 12 (Amberg)
- 1. Gebirgsdivision (Garmisch-Partenkirchen)
  - Gebirgsjägerbrigade 22 (Mittenwald)
  - Gebirgsjägerbrigade 23 (Bad Reichenhall)
  - Panzergrenadierbrigade 24 (Landshut)
- 1. Luftlandedivision (Esslingen am Neckar)
  - Fallschirmjägerbrigade 25 (Calw)
  - Fallschirmjägerbrigade 26 (Zweibrücken)
  - Fallschirmjägerbrigade 27 (Lippstadt)
- 10. Panzerdivision (Sigmaringen)
  - Panzergrenadierbrigade 28 (Donauwörth)
  - Panzerbrigade 29 (Sigmaringen)
  - Panzerbrigade 30 (Ellwangen)

Am 1. Januar 1970 stellte das US-Verbindungskommando des VII. (US) Corps beim II. Korps auf. Das kanadische Verbindungskommando der 1. (CA) Div / 4. Canadian Mechanized Brigade Group stellte am 1. Juli 1974 beim II. Korps auf. Am 1. Juli 1976 wurde die kommende Heeresstruktur 4 beim II. Korps erprobt.

#### Heeresstruktur IV (1980–1992)
- 4. Panzergrenadierdivision (Regensburg)(Zuvor 4. Jägerdivision)
  - Panzergrenadierbrigade 10 (Weiden)
  - Panzergrenadierbrigade 11 (Bogen)
  - Panzerbrigade 12 (Amberg)
- 1. Gebirgsdivision (Garmisch-Partenkirchen)
  - Panzergrenadierbrigade 22 (Murnau)
  - Gebirgsjägerbrigade 23 (Bad Reichenhall)
  - Panzerbrigade 24 (Landshut)
  - Heimatschutzbrigade 56
- 1. Luftlandedivision (Esslingen am Neckar)
  - Fallschirmjägerbrigade 25 (Calw)
  - Fallschirmjägerbrigade 26 (Saarlouis)
  - Fallschirmjägerbrigade 27 (Lippstadt)
- 10. Panzerdivision (Sigmaringen)
  - Panzerbrigade 28 (Dornstadt)
  - Panzerbrigade 29 (Sigmaringen)
  - Panzergrenadierbrigade 30 (Ellwangen)

Die Korpstruppen umfassten in der Heeresstruktur IV:
- Artilleriekommando 2
  - Feldartilleriebataillon 210 (Philippsburg)
  - Feldartilleriebataillon 220 na (Philippsburg)
  - Raketenartilleriebataillon 250 (Großengstingen)
  - Nachschubbataillon 220 SW (Günzburg)
  - Sicherungsbataillon
  - Drohnenbatterie
- Flugabwehrkommando 2
  - Panzerflugabwehrraketenregiment
  - zwei Flugabwehrbataillone
- Heeresfliegerkommando 2
  - leichtes Heeresfliegertransportregiment
  - mittleres Heeresfliegertransportregiment
  - Panzerabwehrhubschrauberregiment
- Pionierkommando 2
  - vier Pionierbataillone
  - Amphibisches Pionierbataillon 230 (Ingolstadt)
  - zwei Schwimmbrückenbataillone
  - ABC-Abwehrlehrbataillon 210
- Fernmeldekommando 2
  - Fernmeldebetriebsbataillon 210 (Dillingen)
  - Fernmeldeverbindungsbataillon 230 (Dillingen)
  - Fernmeldebataillon Elektronischer Kampf 220 (Donauwörth)
- Nachschubkommando 2
  - Nachschubbataillon
  - Transportbataillon
  - gemischtes Transportbataillon
- Instandsetzungskommando 2
  - Instandsetzungsbataillon Elektronik
  - zwei Instandsetzungsbataillone
  - Kampfmittelbeseitigungszug
- Sanitätskommando 2
  - zwei Sanitätsbataillone
  - gemischtes Krankentransportbataillon

Außerdem bestand ein Verbindungskommando zur 1. Luftwaffendivision. Des Weiteren unterstanden dem Korps mehrere Feldersatzbataillone, eine Frontnachrichtenkompanie, eine Fernspähkompanie sowie ein Topographiezug. Damit erreichten die Korpstruppen den größten Umfang in der Geschichte des Heeres. Kurz vor Ende des Kalten Krieges war das Korps mit einer Stärke von rund 88.000 Mann zu seiner historischen Maximalgröße aufgewachsen. Zur Eingliederung von Teilen der NVA unterstützte die 4. Panzergrenadierdivision als Patendivision zum Wehrbereichskommando VII den Aufbau der Bundeswehr Ost ab 1. Oktober 1990.

#### Heeresstruktur V (1992–2000)
Zur Umsetzung der Heeresstruktur 5 fusionierten jeweils zwei Stäbe des Feld- und Territorialheeres zu Wehrbereichskommando/Divisionsstäben, denen die Felddivision sowie die Verteidigungsbezirkskommandos direkt unterstanden. Dem II. Korps unterstanden (ohne Divisionstruppen):
- Wehrbereichskommando IV/5. Panzerdivision (Mainz)
  - Panzergrenadierbrigade 5 (Homberg)
  - Panzerbrigade 14 (Neustadt)
  - Panzerbrigade 34 (Koblenz)
  - Verteidigungsbezirkskommando 42 (Trier)
  - Verteidigungsbezirkskommando 43 (Darmstadt)
  - Verteidigungsbezirkskommando 44 (Kassel)
  - Verteidigungsbezirkskommando 45 (Neustadt)
  - Verteidigungsbezirkskommando 46 (Saarbrücken)
- Wehrbereich V/10. Panzerdivision (Sigmaringen)
  - Panzerbrigade 12 (Amberg)
  - Panzerbrigade 30 (Ellwangen)
  - Deutsch-Französische Brigade (Müllheim)
  - Verteidigungsbezirkskommando 51 (Ludwigsburg)
  - Verteidigungsbezirkskommando 52 (Karlsruhe)
  - Verteidigungsbezirkskommando 53 (Freiburg im Breisgau)
  - Verteidigungsbezirkskommando 54 (Tübingen)
- Wehrbereich VI/1. Gebirgsdivision (München)
  - Gebirgsjägerbrigade 23 (Bad Reichenhall)
  - Panzerbrigade 36 (Bad Mergentheim)
  - Verteidigungsbezirkskommando 61 (Augsburg)
  - Verteidigungsbezirkskommando 62 (Regensburg)
  - Verteidigungsbezirkskommando 63 (Ansbach)
  - Verteidigungsbezirkskommando 65 (München)
  - Verteidigungsbezirkskommando 66 (Landshut)
  - Verteidigungsbezirkskommando 67 (Bayreuth)

Bereits 1992 wurde die Heeresstruktur V nachgesteuert – Heeresstruktur V (N) – in der die Fusion der Stäbe, soweit bereits erfolgt, rückgängig gemacht wurde. Die Korps sollten, anstatt territoriale Aufgaben zu übernehmen, zukünftig zu den Trägern der Multinationalität im Heer ausgebaut werden. Gleichzeitig begann die Phase der Verkleinerung des Heeres, die bis heute anhält. Dazu wurde auf die Aufstellung einer Heeresfliegerbrigade im Korps verzichtet, so dass das II. Korps sein Panzerabwehrhubschrauberregiment behielt. Zudem wurden zum 31. März 1993 die Panzergrenadierbrigaden 11 und 22 aufgelöst. Am 30. September folgten folgende Brigaden im Bereich des II. Korps: Panzergrenadierbrigade 10, Heimatschutzbrigade 56 sowie die Panzerbrigade 28 und Panzerbrigade 29.
Das II. Korps wurde im April 1993 formal aufgelöst. An seine Stelle trat das II. (Deutsch-Amerikanisches) Korps.

### II. (Deutsch-Amerikanisches) Korps
Das II. (Deutsch-Amerikanische) Korps bestand von April 1993 bis Oktober 2005. Der Stab dieses Korps wurde gemäß dem Lead Nation-Prinzip weiterhin vom deutschen Heer gestellt, während sich der ständig präsente amerikanische Anteil auf ein Verbindungskommando im ansonsten deutschen Stab beschränkte. Im Bedarfsfall sollte als amerikanischer Anteil die 1. US-Panzerdivision durch das II. (GE/US) Korps geführt werden. Teile des Korps wurden im Oktober 2005 zur Aufstellung des Kommando Operative Führung Eingreifkräfte verwendet. Bereits seit 2001 wurden die Heeresdivisionen truppendienstlich direkt vom neu aufgestellten Heeresführungskommando geführt.

#### Einsätze

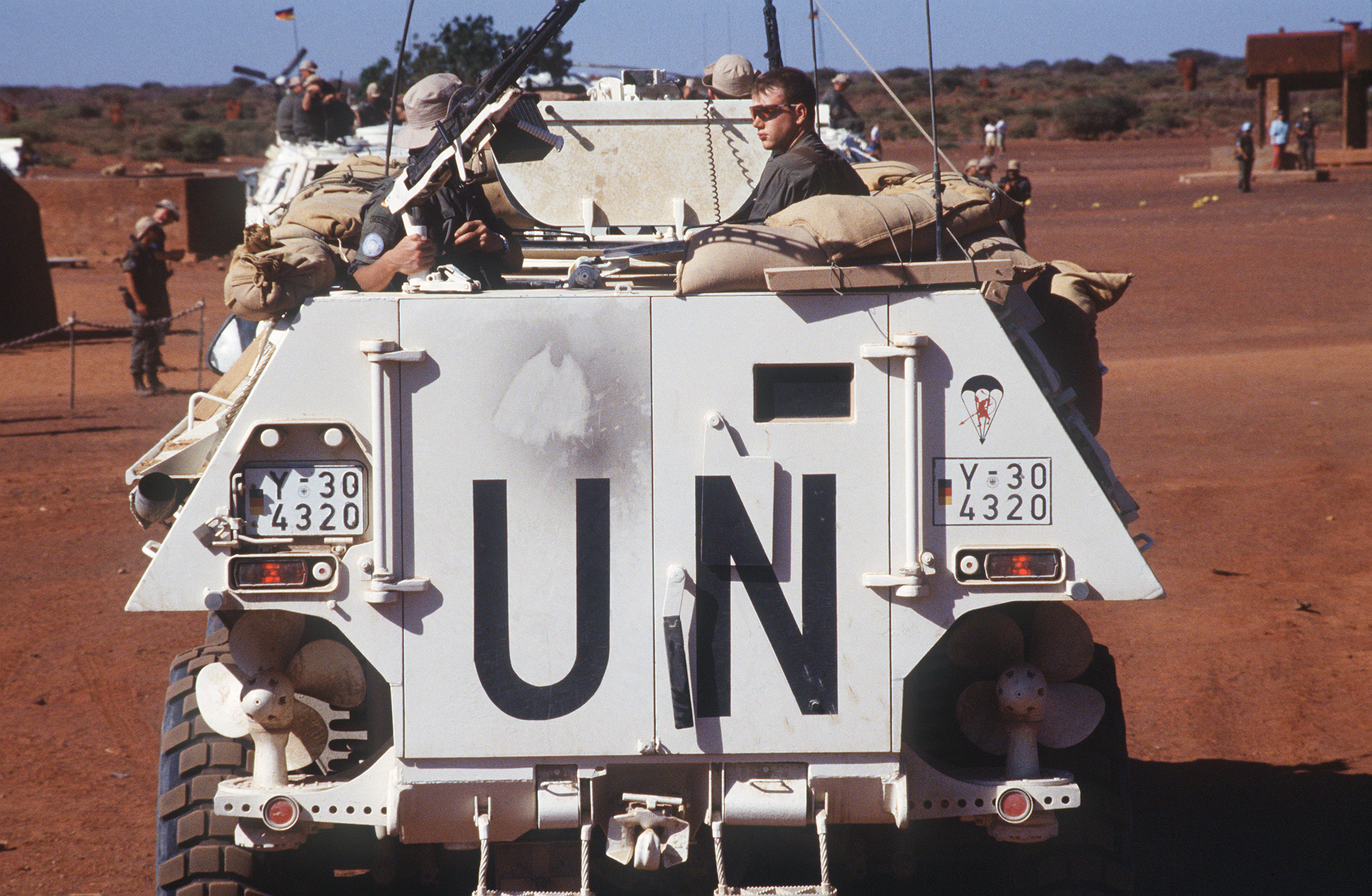
Soldaten des Fallschirmjägerbataillons 261 1993 in Somalia

Das II. (Deutsch-Amerikanische) Korps war von Anfang an an den deutschen Auslandseinsätzen nach 1989 beteiligt:
- Oktober 1990 bis Februar 1991: logistische Unterstützung für die Golf-Krieg-Alliierten
- August 1992 bis Februar 1994: Beteiligung an Uno Mission UNOSOM in Somalia, rund 2000 Soldaten des Korps
- 1995–1996: GECONUNPF in Ex-Jugoslawien. Beteiligt waren rund 150 Soldaten des II. Korps im 1. Kontingent, weitere für das 2. Kontingent ab Dezember 1995, weitere für die German Contingent Implementation Forces ab Januar 1996.

### Befehlshaber
| Nr. | Name                                   | Beginn der Berufung | Ende der Berufung                            |
| --- | -------------------------------------- | ------------------- | -------------------------------------------- |
| 14  | Generalmajor Jan Oerding               | 01. April 2004      | 07. Oktober 2005 (von da an: KdoOpFüEingrKr) |
| 13  | Generalmajor Karl-Heinz Lather         | 10. März 2001       | 31. März 2004                                |
| 12  | Generalleutnant Götz Gliemeroth        | 1997                | 2000                                         |
| 11  | Generalleutnant Edgar Trost            | 01. April 1993      | 1996                                         |
| 10  | Generalleutnant Gert Verstl            | 01. April 1989      | 31. März 1993                                |
| 09  | Generalleutnant Werner Lange           | 01. Oktober 1983    | 31. März 1989                                |
| 08  | Generalleutnant Leopold Chalupa        | 01. Oktober 1981    | 30. September 1983                           |
| 07  | Generalleutnant Meinhard Glanz         | 01. Oktober 1980    | 30. September 1981                           |
| 06  | Generalleutnant Carl-Gero von Ilsemann | 01. April 1976      | 30. September 1980                           |
| 05  | Generalleutnant Helmut Schönefeld      | 01. Oktober 1970    | 31. März 1976                                |
| 04  | Generalleutnant Karl Wilhelm Thilo     | 01. Oktober 1967    | 30. September 1970                           |
| 03  | Generalleutnant Leo Hepp               | 01. Oktober 1961    | 30. September 1967                           |
| 02  | Generalleutnant Max-Josef Pemsel       | 01. April 1957      | 30. September 1961                           |
| 01  | Generalmajor Friedrich Foertsch        | 27. November 1956   | 31. März 1957                                |